# Erupción de Oruanui
La erupción de Oruanui del volcán Taupo de Nueva Zelanda fue la supererupción más reciente de la historia, con un índice de explosividad volcánica de 8. También es una de las mayores erupciones de la historia de Nueva Zelanda. Ocurrió alrededor del 26.500 a. C., en el Pleistoceno Superior, y generó unos 430 km³ de depósitos piroclásticos de caída, 320 km³ de coladas piroclásticas (principalmente ignimbritas) y 420 km³ de materiales primarios intracaldera, equivalentes a 530 km³ de magma, lo que supone un total de 1.170 km³ de material erupcionado. La erupción se divide en diez fases diferentes, tomando como base nueve estratos cartografiados y una capa mal conservada, aunque volumétricamente dominante.
El actual lago Taupo, de 616 km² de superficie y 186 m de profundidad, ocupa parcialmente la caldera generada durante esta erupción. En las primeras fases eruptivas se produjeron cambios en la posición de los respiraderos, que ahora se encuentran bajo el lago. La caldera actual se formó durante la décima y última fase.
La erupción del Oruanui presenta muchas características inusuales: su naturaleza episódica, la gran diversidad de depósitos dispersos en un área muy amplia y la compleja interacción de la ceniza y los flujos piroclásticos.
La tefra de la erupción cubrió gran parte de la Isla Norte con hasta 200 metros de ignimbrita. La ceniza se depositó en gran parte de Nueva Zelanda (las islas Chatham, situadas a 1.000 km de distancia, registraron un espesor de 18 cm). Posteriormente, la erosión y la sedimentación tuvieron efectos duraderos en el paisaje, ya que provocaron que el río Waikato se desplazara de las llanuras de Hauraki hasta su curso actual: atravesando la región de Waikato hasta desembocar en el mar de Tasmania.

## Depósitos

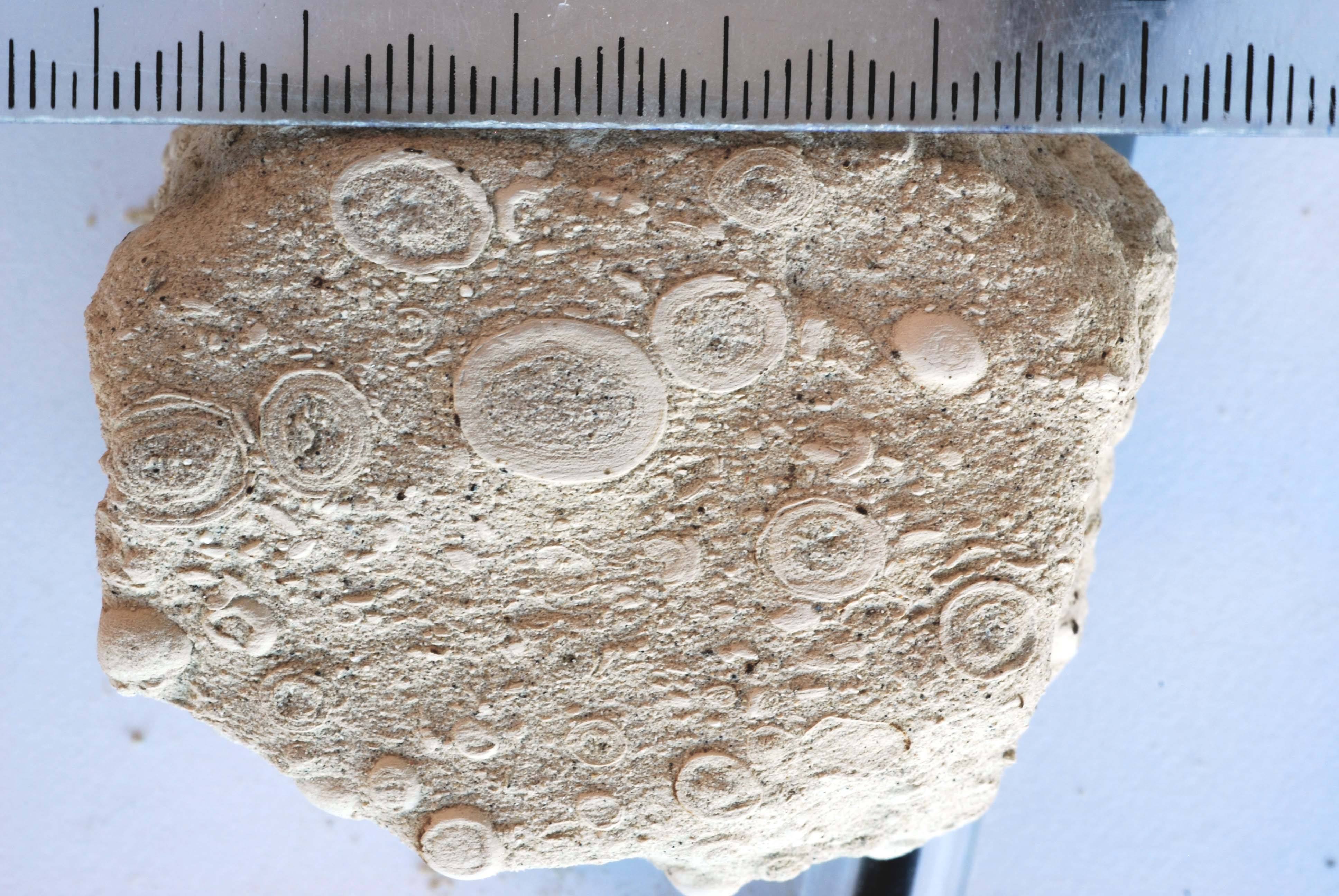
Tefra de la erupción de Oruanui, que contiene lapilli acrecional esférico.

### Estratigrafía
Los depósitos de la erupción se han dividido en diez unidades cartografiables ("fases"). La décima y más joven es la peor conservada en términos de superficie, si bien se ha podido determinar a través de perfiles locales bien conservados que se trata de la más voluminosa.

### Caída de cenizas
Los depósitos distales de la erupción, es decir, los que se encuentran a mayor distancia del centro eruptivo, están formados exclusivamente por caídas de ceniza. Se encuentran en casi toda la Isla Norte y en el noreste de la Isla Sur de Nueva Zelanda. En la Isla Norte, estos depósitos se conservan con espesores de más de dos metros. En las islas Chatham, situadas a unos 1.000 kilómetros al suroeste del lago Taupo, aún se conservan depósitos de polvo de ceniza de 18 centímetros de grosor procedentes de las fases más recientes de la erupción.

### Depósitos de flujos piroclásticos
Proximalmente, es decir, a medida que aumenta la proximidad al centro eruptivo, los depósitos de flujos piroclásticos se intercalan con los de ceniza o bien constituyen la parte predominante de la secuencia de la erupción de Oruanui. Consisten principalmente en ignimbritas, en parte estratificadas y en parte masivas, que cubren un área total de 300 kilómetros cuadrados y pueden alcanzar espesores locales de más de 200 metros. Algunos se pueden hallar a una distancia de hasta 80 kilómetros de la orilla del lago Taupo.

## La caldera de Oruanui
La caldera de Oruanui se formó durante las etapas más recientes de la erupción. Anteriormente se creía que el actual lago Taupo, que cubre más de 600 kilómetros cuadrados, era más o menos equivalente a la caldera. Sin embargo, los estudios geofísicos han revelado una imagen más detallada del subsuelo del lago. La caldera real ocupa una superficie de sólo 140 kilómetros cuadrados y se sitúa en la parte central del lago. Esta zona está rodeada por una región periférica de 228 kilómetros cuadrados, denominada "cuello de colapso" (en inglés collapse collar). El extremo noreste del lago, de 47 kilómetros cuadrados, es más joven y se formó a raíz de una erupción ocurrida hace 1800 años.

## Consecuencias
Las enormes cantidades de material volcánico generado durante la erupción y depositado en el entorno del volcán ejercieron una gran influencia en el paisaje de la región. El clima periglacial que predominaba en Nueva Zelanda en la época de la erupción del Oruanui tuvo un impacto desfavorable en el desarrollo de una cubierta vegetal en las proximidades del volcán Taupo tras el final de la erupción. El resultado fue que los depósitos piroclásticos sufrieron una intensa erosión, lo que provocó que grandes cantidades de este material fueran arrastradas por los ríos y volvieran a depositarse en sus cursos inferiores. Esto provocó, entre otras cosas, que el río Waikato se desviara de su curso original (a través de las llanuras de Hauraki hacia el Golfo de Hauraki), en dirección oeste, para desembocar en el Mar de Tasmania.